# Gumoza

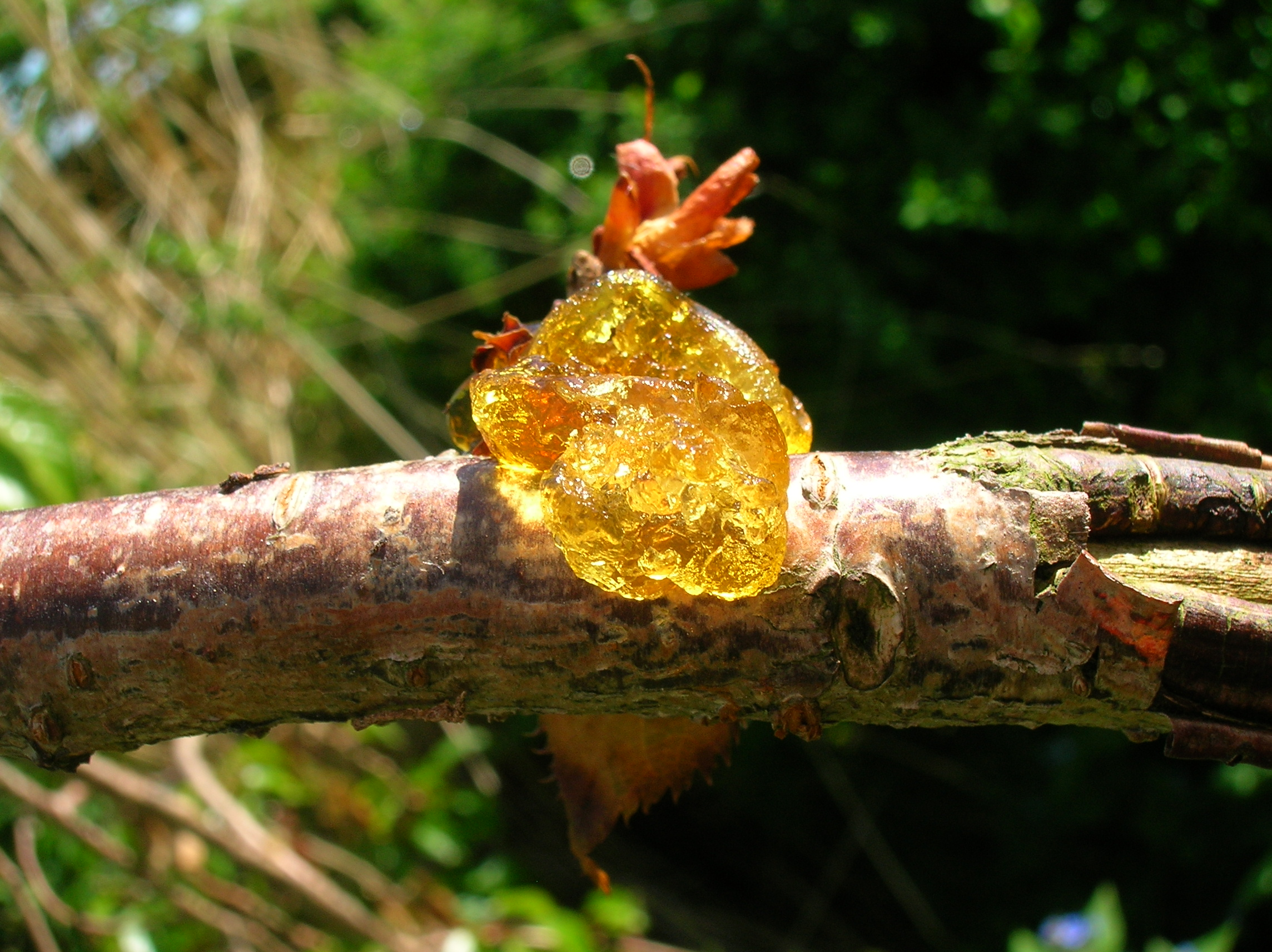
Gumoza wiśni

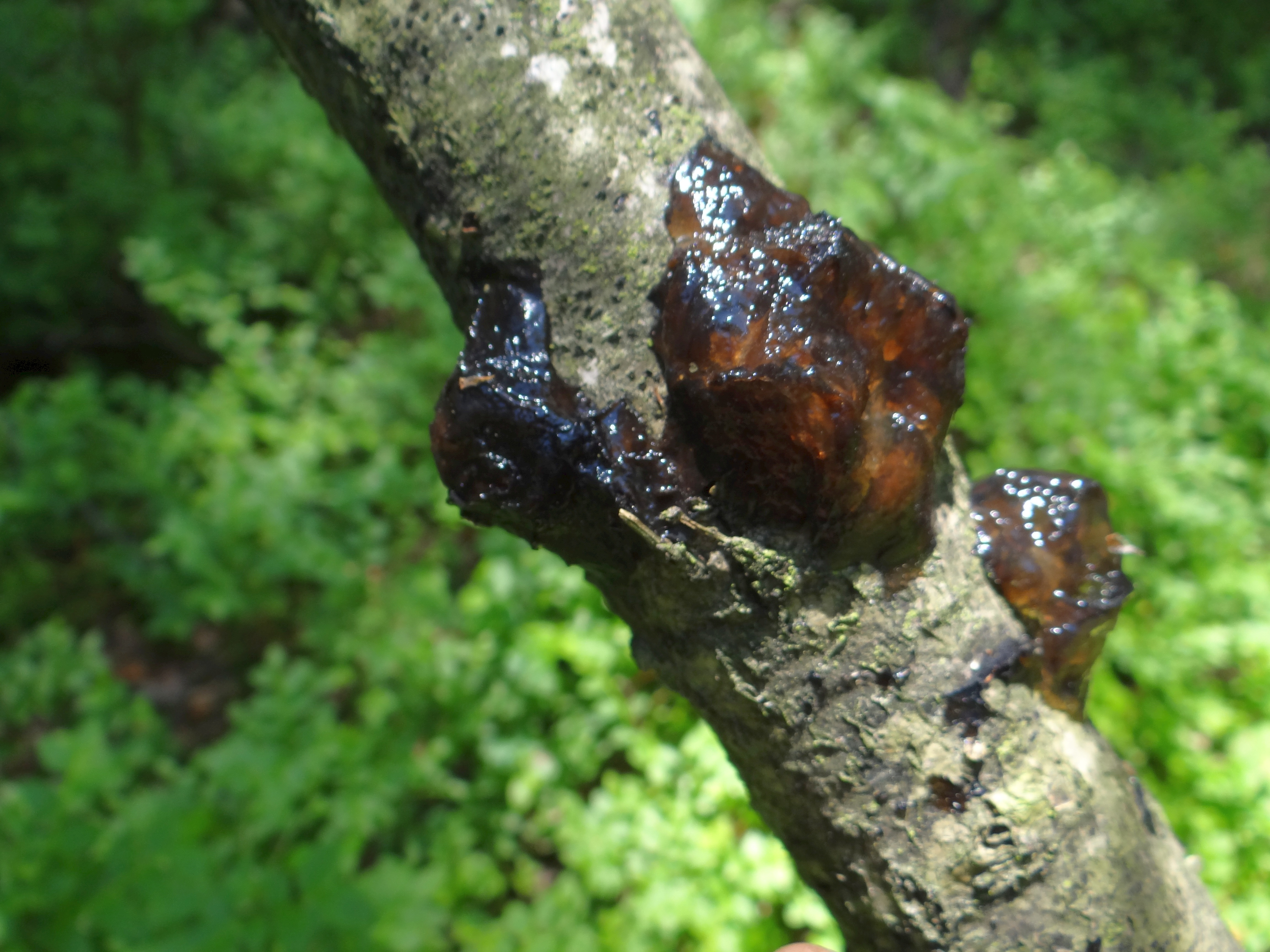
Gumoza śliwy

Gumoza – występujące u roślin zjawisko powstawania gumowatych nacieków. Gumoza jest reakcją obronną rośliny na uszkodzenie tkanek przez czynniki zewnętrzne, np. urazy mechaniczne, czy uszkodzenia spowodowane przez szkodniki i pasożyty. Uszkodzone w ten sposób tkanki ulegają wysychaniu co powoduje, że podlegają one gumozie. Substancje wytwarzane przez roślinę podczas gumowacenia zabezpieczają tkanki roślin przed wnikaniem pasożytów, zarazków i dalszym uszkodzeniem rośliny. Substancje te, tzw. gumy roślinne, wykazują dość znaczną elastyczność, jednak nie zawierają w swoim składzie kauczuku. Mają własności śluzowate i są rozpuszczalne w wodzie. Po deszczu, zwłaszcza długotrwałym, ulegają silnemu napęcznieniu i rozrzedzeniu.
Gumowacenie jest efektem działania enzymów, które rozpuszczają ściany uszkodzonych komórek, a następnie całe grupy komórek zamieniają się w gumę. W efekcie powstają przestrzenie wypełnione gumą. Szczególnie łatwo ulegają gumowaceniu młode warstwy drewna. Żywe komórki, które nie uległy uszkodzeniu, ale znajdują się wewnątrz zgumowaconych przestrzeni, często do wnętrza tych przestrzeni wytwarzają wypustki utworzone głównie z kallusu. Po pewnym czasie również i one podlegają zgumowaceniu.
Gumoza może występować na różnych tkankach i organach roślin, najczęściej na drewnie i korze, ale również na liściach, w nasionach i na owocach.
Gumoza jest zjawiskiem patologicznym. Występuje u wielu gatunków drzew okrytonasiennych, często obserwować ją można u drzew owocowych, szczególnie pestkowych. Doprowadza do powstawania rakowatych ran, osłabienia wzrostu, spadku plonów, a nawet do obsychania całych partii drzewa i śmierci rośliny. W Polsce szczególnie często i obficie występuje gumoza u różnych odmian brzoskwini (Persica vulgaris). Występuje np. w przebiegu choroby o nazwie leukostomoza drzew pestkowych.
Guma wytwarzana przez drzewo akacji senegalskiej (Acacia senegal) wykorzystywana jest do produkcji tzw. gumy arabskiej.